# Willi Freeden
Willi Freeden (* 15. März 1948 in Kaldenkirchen) ist ein deutscher Mathematiker.
Freeden studierte Mathematik an der RWTH Aachen, promovierte 1975 bei Claus Müller in Aachen mit der Schrift Über eine Verallgemeinerung der Hardyschen Identität. 1979 habilitierte er sich dort. Er lehrte an der RWTH Aachen, an der Ohio State University in Columbus, Ohio und war von 1994 bis 2015 Professor an der Technischen Universität Kaiserslautern. Seine Forschungsinteressen umfassen u. a. Konstruktive Approximationstheorie, Wissenschaftliches Rechnen sowie Mathematische Geodäsie, Gravitation, Magnetik, Gradiometrie, Geothermie, also Forschungsgebiete, die man heute als Geomathematik zusammenfasst. Er hat über hundert Publikationen in wissenschaftlichen Zeitschriften und einige Monographien geschrieben. Außerdem ist er (Mit-)Herausgeber mehrerer wissenschaftlicher Zeitschriften.
Für 2020 wurde Freeden die Vening Meinesz Medal der European Geosciences Union zugesprochen.

## Publikationen (Auswahl)
- mit Reiner Rummel (Hrsg.): Handbuch der Geodäsie. Springer Spektrum, ISSN 2522-8161, doi:10.1007/978-3-662-46900-2 (6 Bände).
- Metaharmonic Lattice Point Theory, Chapman & Hall, Boca Raton, Fla., 2011
- Spherical functions of mathematical geosciences, Springer, Berlin, 2009 (mit M. Schreiner)
- Multiscale Potential Theory, Birkhäuser, Boston, 2004, (mit V. Michel)